# Fermentació acètica
La fermentació acètica, que és el procés principal utilitzat per obtenir productes com el vinagre de poma, resulta essencial en aquest cas per transformar l'etanol en àcid acètic. No obstant això, quan té lloc en altres aliments, es considera una fermentació indesitjada, ja que pot degradar-ne les propietats organolèptiques i disminuir-ne la qualitat.
Es desenvolupa gràcies al bacteri aerobi Gluconobacter suboxidans i al gènere Acetobacter, que oxida l'etanol a àcid acètic utilitzant l'oxigen atmosfèric.
La fermentació acètica es pot obtenir partint d'un líquid alcohòlic, generalment vi, que reuneixi unes condicions determinades:
- La temperatura ha d'estar compresa entre els 20 i els 30 °C, la típica temperatura ambiental a l'estiu mediterrani.
- El vi no ha de tenir un grau alcohòlic més gran del 10%
- Presència d'oxigen

S'accelera l'acetificació aplicant, al fons del dipòsit, bombolles d'aire.

## Història
Lavoisier va ser el primer a demostrar que l'acetificació consisteix en una oxidació de l'etanol; l'any 1822 Persoon descobrí que l'acetificació era obra d'un microorganisme anomenat per ell Mycoderma aceti, i la seva teoria contrastada per Justus von Liebig, va ser confirmada definitivament per Pasteur el 1862.